# Oxyoppia khosrovica
Oxyoppia khosrovica är en kvalsterart som först beskrevs av Khanbekyan och Gordeeva 1991.  Oxyoppia khosrovica ingår i släktet Oxyoppia och familjen Oppiidae. Inga underarter finns listade i Catalogue of Life.